# Cryptantha roosiorum
Cryptantha roosiorum là loài thực vật có hoa trong họ Mồ hôi. Loài này được Munz mô tả khoa học đầu tiên năm 1955.